# Gitta Sereny
Gitta Sereny, née le 13 mars 1921 à Vienne, et morte le 14 juin 2012 à Cambridge, est une biographe, historienne et journaliste britannique qui écrit principalement sur la Shoah et sur les traumas des sévices sexuels sur mineurs.

## Biographie
Sereny est née à Vienne, Autriche en 1921. Elle est la fille d'un protestant hongrois, Ferdinand Serény, et d'une mère juive, Margit Herzfeld, originaire de Hambourg. Après le décès de son mari, sa mère se marie avec l'économiste et philosophe autrichien Ludwig von Mises. 
À l'âge de treize ans, à l'occasion d'un voyage en train vers le Royaume-Uni, elle assiste à un rassemblement annuel du parti nazi à Nuremberg. Après avoir écrit son récit lors d'un devoir de classe, un de ses professeurs lui demande de lire Mein Kampf dans le but de l'aider à comprendre ce à quoi elle a assisté. 
Après le revirement Nazi de l'Autriche elle part pour la France, elle travaille avec des enfants réfugiés durant l'occupation allemande jusqu'à ce qu'on la prévienne de l'imminence de son arrestation. Elle part alors en avion aux États-Unis. 
Après la Seconde Guerre mondiale, elle travailla pour les Nations unies dans un programme d'aide aux réfugiés en Allemagne. Une de ses tâches était de réunir les enfants qui furent enlevés par les nazis afin d'être élevés dans des familles « aryennes », avec leurs parents biologiques.
Elle assiste au procès de Nuremberg en 1945 et rencontre pour la première fois Albert Speer sur qui elle écrit un livre Albert Speer : Sa bataille avec la vérité. Elle reçoit pour ce livre le James Tait Black Memorial Prize en 1995.
Elle épouse Don Honeyman en 1949 et s'installe à Londres où ils élèvent leurs deux enfants. Don Honeyman est photographe, il travaille, entre autres, pour Vogue, le Daily Telegraph et le Sunday Times. Le poster de Che Guevara sur fond rouge (1968) est une de ses créations les plus célèbres.

## Le cas Mary Bell
Le cas Mary Bell est publié pour la première fois en 1972 à la suite du procès Mary Bell ; dans ce livre elle interviewe la famille, les amis et les professionnels impliqués dans le procès de Mary Bell.
En 1998, elle est impliquée dans une controverse issue de la presse britannique à propos de son second livre sur Mary Bell. Cries Unheard  est publié et elle annonce qu'elle partagera les droits d'auteur avec Mary Bell pour sa collaboration. Sereny est critiquée dans la presse britannique ainsi que par le gouvernement ; quoi qu'il en soit ce livre devient très rapidement et reste un texte de référence pour les professionnels travaillant avec les enfants « à problèmes ».

## Le cas James Bulger
À la suite du procès contre les deux jeunes meurtriers de James Bulger qui s'est tenu en novembre 1993, Gitta Sereny entreprend des interviews avec la famille des deux garçons, les policiers ayant été chargés de l'enquête et notamment l'inspecteur Albert Kirby qui a dirigé l'enquête de A à Z et qui s'est chargé de la famille Bulger.
Son enquête, qui dévoile des éléments importants de la vie des garçons et de leurs familles respectives avant le meurtre, est publiée pour la première fois en 1994 dans le journal britannique The Independent on Sunday, sous les titres respectifs Re-examining the evidence, publié le 6 février 1994, et Approaching the truth, publié le 13 février 1994, le lendemain de la date anniversaire du meurtre.
Ces deux articles sont reliés en forme de livre en 2017 sous le titre La balade des enfants meurtriers.

## Le cas David Irving
En 1996, l'historien britannique négationniste de l'Holocauste David Irving intente un procès en diffamation à l'encontre de Sereny et du Guardian Media Group, pour deux articles parus dans The Observer où elle contredit et critique certaines de ses thèses. Irving affiche un vif dédain envers Sereny. L'affaire n'alla pas jusqu'au procès et coûta à The Observer pour préparer sa défense 800 000 £.

## Ouvrages
- (en) Gitta Sereny, Into That Darkness: from Mercy Killing to Mass Murder, a study of Franz Stangl, the commandant of Treblinka, 1974 (lire en ligne)

- (en) The Invisible Children: Child Prostitution in America, West Germany and Great Britain - 1984
- Albert Speer: son combat avec la vérité - 1997, Éd. Seuil, Coll. Epreuv.Faits,  (ISBN 202025025X)
- (en) The German Trauma: Experiences and Reflections, 1938-2001 - 2002 (édité en français en 2016 sous le titre Dans l'ombre du Reich. Enquêtes sur le traumatisme allemand, 1938-2001)
- Au fond des ténèbres. Un bourreau parle: Franz Stangl, commandant de Treblinka - 2013, Éd. Tallandier, coll. « Texto »,  (ISBN 979-1021000643)
- Dans l'ombre du Reich. Enquêtes sur le traumatisme allemand, 1938-2001 - 2016, Éd. Plein Jour,  (ISBN 2370670169)
- Une si jolie petite fille: Les crimes de Mary Bell - 2016, Éd. Points-poche,  (ISBN 2757849034)
- La balade des enfants meurtriers: L'affaire James Bulger - 2017, Éd. Plein jour